# 日本学生会議
日本学生会議（にっぽんがくせいかいぎ、英語：Japan Student Conference、JASCO）は、日本の民族派学生組織。
機関紙は『無窮』（1968年『ジャスコ』創刊、1972年に「無窮」と改題、現在は廃刊）。核拡散防止条約反対闘争（反核防闘争）を担った主要組織。日本の右翼・民族派としては珍しくアドルフ・ヒトラーやナチ党を高く評価していた。

## 概要
頭山満の三男頭山秀三の指導を受けた豊田一夫が、1952年5月に愛国青年有志委員会を結成し、その行動隊として殉国青年隊を組織した。7月に頭山が交通事故で急死すると、9月に殉国青年隊を独立させ、愛国青年有志委員会は翌年9月に解散した。1954年1月、殉国青年隊（1960年4月、日本青年連盟に改称）の学生組織として全学生運動純正会が結成され、 1960年5月20日、日本学生会議に改称した。
1967年、早稲田大学の山浦嘉久が議長となり、民族主義・YP体制打破を打ち出して新右翼化した。「右からの革命」を志向していたとされ、「右翼の赤軍派」と仇名されることもあった。
早稲田大学支部は「昭和維新派」として早大全共闘に参加し、「民族派全共闘」「民族派全学連」ともいわれた。
1969年11月14日、山浦などメンバー8人が核拡散防止条約に反対して外務省国際連合局軍縮室（現・総合外交政策局軍縮不拡散・科学部）に乱入し、1971年12月には全国学協、日学同統一派などと「反核防統一戦線」を結成した。また1975年2月には全国学協、一水会などと「反核防青年シムポジウム実行委員会」を組織し、「一日共闘」を実現して集会や抗議行動を行った。
1970年代前半の反核防闘争においては、編集局長・牛嶋大輝（牛嶋徳太朗のペンネーム）が代表となり外務省に対する批判声明を読み上げた。牛嶋は当時からファシストであり、機関紙上でナチズムやイタリアのファシズムについて論じていた。参加した右翼民族派学生（主にJASCO・全国学協・日学同統一派の三派、青年民族派・新民族派などと自称）は、三上卓作詞の「青年日本の歌」（昭和維新の歌）を集会歌とし、日章旗と黒旗を掲げ、黒ヘル姿で大規模なデモを行った。右翼民族派にとっての反核防闘争は、 新左翼の反安保闘争に匹敵するものだったとされる。現在の活動は確認されていない。